# Pönttöluodot (ö i Södra Savolax, Nyslott, lat 62,48, long 28,71)
Pönttöluodot är en ö i Finland. Den ligger i sjön Kermajärvi och i kommunen Heinävesi i den ekonomiska regionen  Nyslotts ekonomiska region  och landskapet Södra Savolax, i den sydöstra delen av landet, 300 km nordost om huvudstaden Helsingfors. Öns area är 0,5 hektar och dess största längd är 140 meter i nord-sydlig riktning.  Notera att namnet antyder att det är fråga om flera öar.